# مهمات رسام

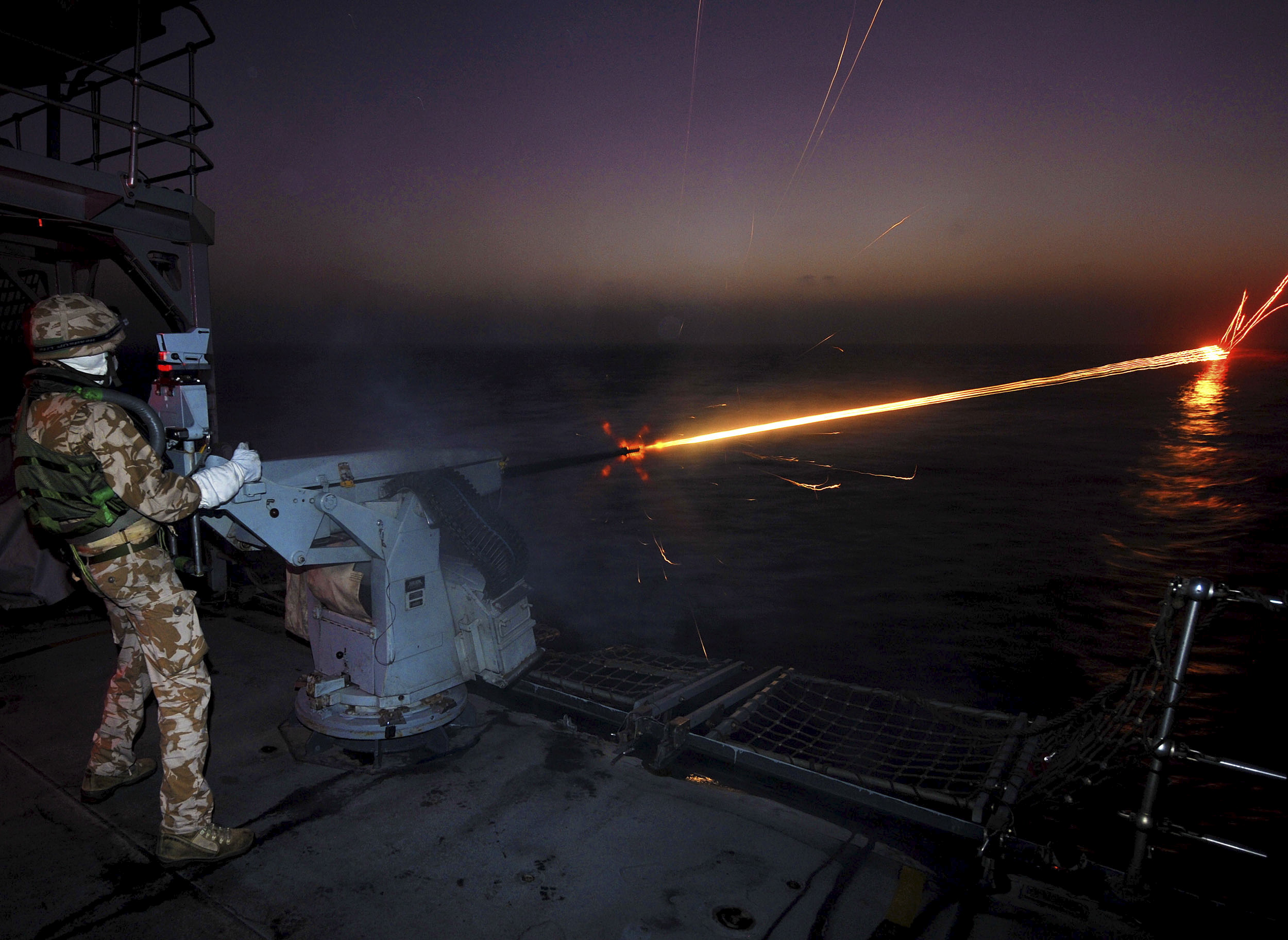
شلیک شبانه گلوله‌های رسام توپ ۲۰ میلی‌متری از روی کشتی اچ‌ام‌اس کورنوال (اف۹۹)

مهمات رَسّام (انگلیسی: Tracer ammunition) گلوله‌ها یا پرتابه‌های کالیبر توپ هستند که با یک خرج کوچک آتشکاری در پایه خود ساخته می‌شوند. هنگام شلیک این مهمات، ترکیب آتشکاری توسط پودر سوزان مشتعل می‌شود و به‌طور بسیار درخشان می‌سوزد، و باعث می‌شود حرکت پرتابه در نور روز با چشم غیر مسلح قابل مشاهده، و در شلیک شب بسیار روشن باشد. این امر به تیرانداز اجازه می‌دهد تا مسیر پرواز پرتابه را به صورت چشمی ردیابی کند و در نتیجه اصلاحات بالستیک لازم را بدون نیاز به تأیید برخورد پرتابه و حتی بدون استفاده از نشانه گیر اسلحه انجام دهد. آتش رسام همچنین می‌تواند به عنوان یک ابزار علامت گذاری برای علامت دادن به تیراندازان دیگر استفاده شود تا آتش خود را روی یک هدف خاص در طول نبرد متمرکز کنند.

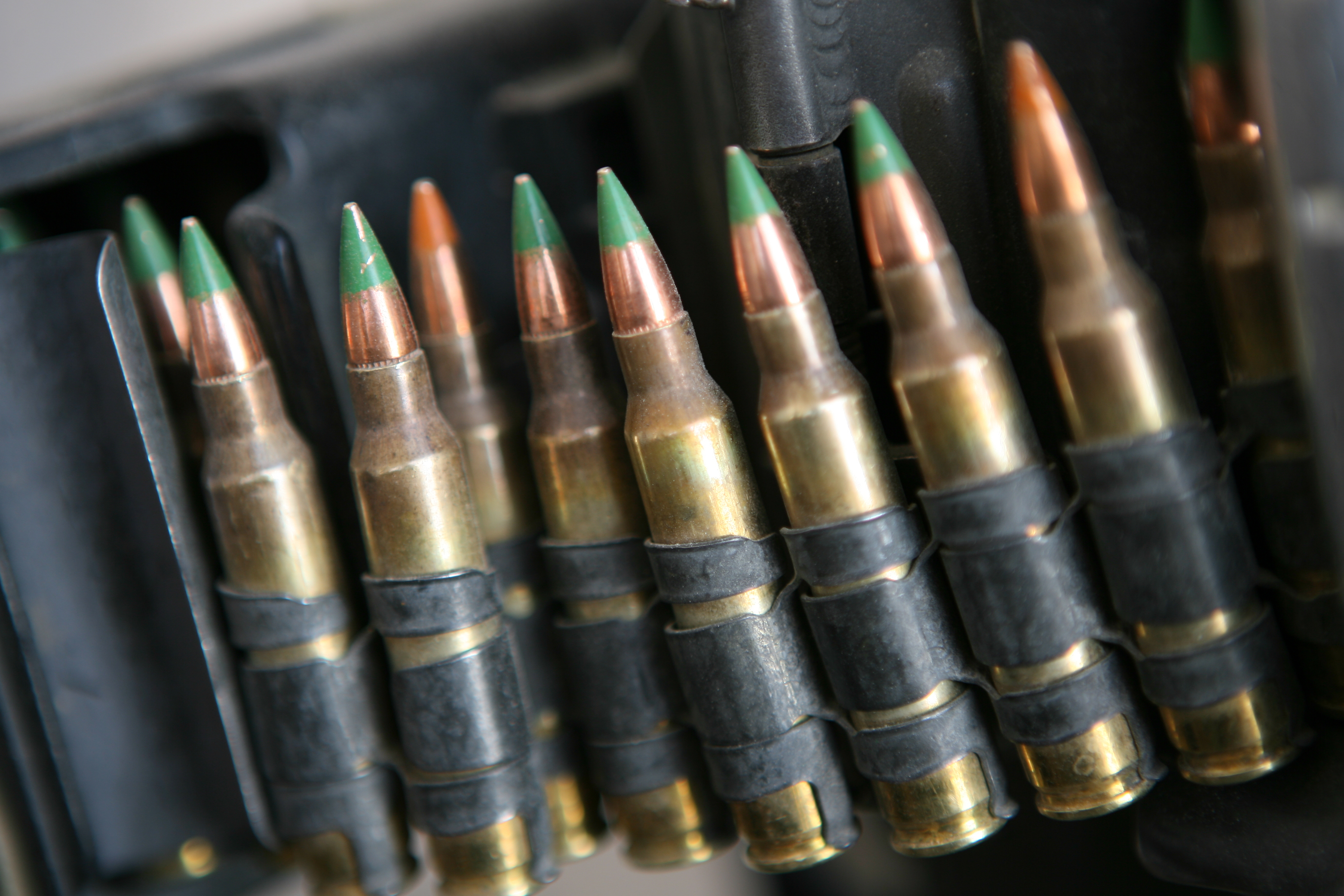
فشنگ‌های کالیبر ۵۱×۷٫۶۲ میلی‌متر ناتو که به صورت چهار عدد فشنگ معمولی (سبز) و سپس یک عدد فشنگ رسام (نارنجی) بارگذاری شده‌اند.

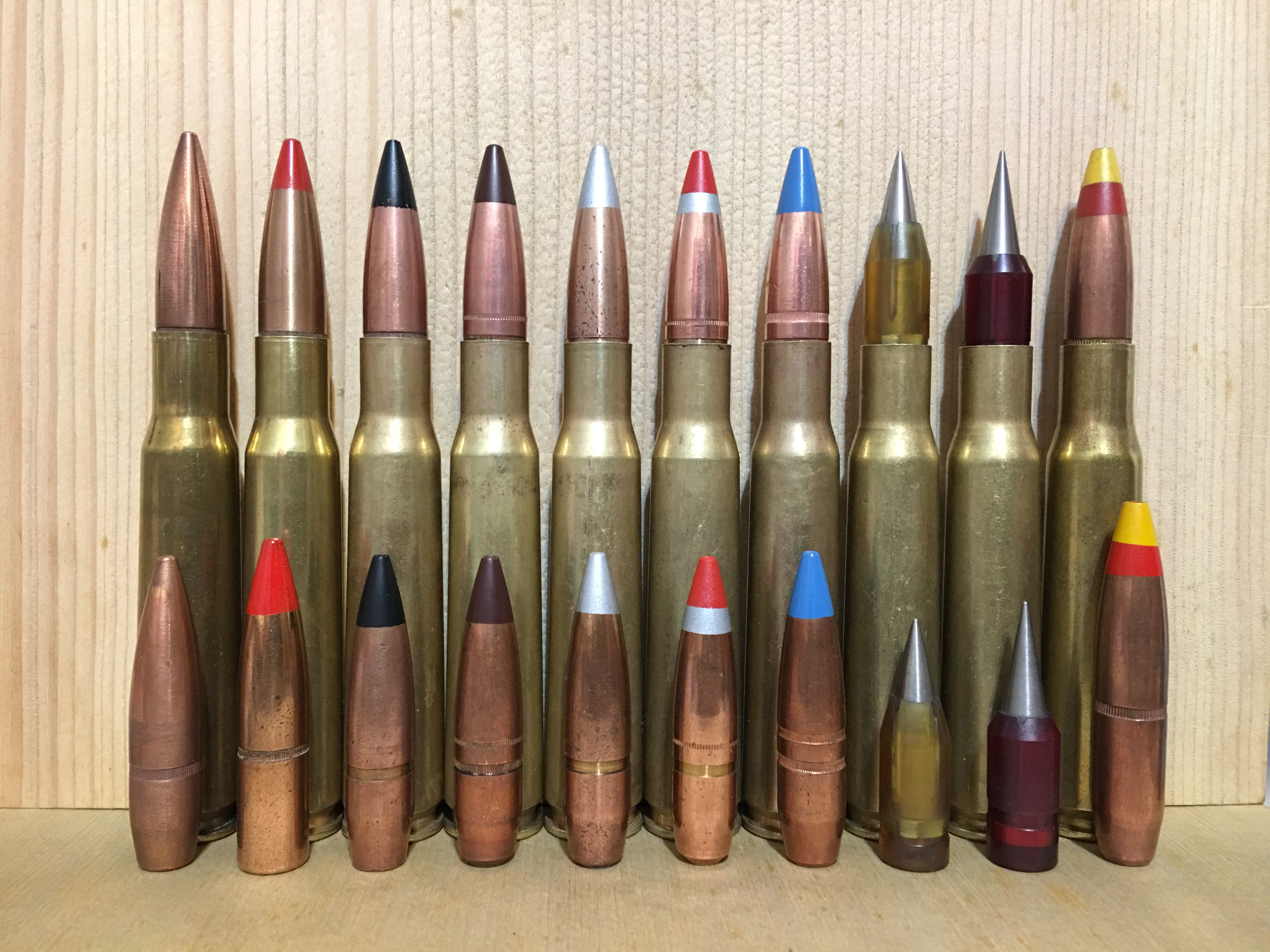
ردیف بالا فشنگ‌ها و ردیف پایین گلوله‌های کالیبر ۵۰ بی‌ام‌جی از چپ به راست:
فشنگ معمولی ام۲، (نوک بی‌رنگ)
فشنگ رسام ام۱ (نوک قرمز)،
فشنگ ضدزره ام۲ (نوک مشکی)،
فشنگ رسام ام۱۷ (نوک قهوه‌ای)،
فشنگ ضدزره آتش‌زا ام۸ (نوک نقره‌ای)،
فشنگ ضدزره آتش‌زا رسام ام۲۰ (نوک قرمز/نقره‌ای)،
فشنگ آتش‌زا ام۱ (نوک آبی)،
فشنگ زیر کالیبر کفشک ضدزره سبک ام۹۰۳ (نوک نقره‌ای/برنجی)،
فشنگ زیر کالیبر کفشک ضدزره رسام سبک ام۹۶۲ (نوک نقره‌ای/جگری)،
فشنگ هدف یاب رسام ایکس‌ام۱۵۶ (نوک زرد/قرمز)

هنگام استفاده، رسام‌ها معمولاً به عنوان هر پنجمین دور در نوار فشنگ مسلسل بارگذاری می‌شوند (بعد از چهار عدد فشنگ معمولی، یک عدد فشنگ رسام در خشاب یا نوار فشنگ بارگذاری می‌شود) که به آن رسام چهار به یک گفته می‌شود. رهبران جوخه تعدادی گلوله رسام را در خشاب اسلحه خود بارگذاری می‌کنند یا حتی از رسام‌ها صرفاً برای علامت گذاری اهداف برای شلیک سربازان خود استفاده می‌کنند. رسام‌ها نیز گاهی به عنوان دو یا سه فشنگ در انتهای خشاب قرار می‌گیرند تا به تیراندازان هشدار دهند که سلاح‌هایشان در حال خالی شدن است. در طول جنگ جهانی دوم، هواپیماهایی که مسلسل‌های ثابت یا توپ‌های نصب شده داشتند، گاهی تعدادی گلولهٔ رسام در انتهای نوار فشنگ مهمات خود اضافه می‌کردند تا به خلبان هشدار دهند که مهمات تقریباً تمام شده‌است. با این حال، این عمل به‌طور مشابه به دشمنان هشدار می‌داد که مهمات دشمنان آنها تقریباً تمام شده‌است، اگرچه بیشتر اوقات، کل جعبه نوار تیر به صورت چهار به یک، هم بر روی اسلحه‌های تهاجمی ثابت و هم بر روی تفنگ‌های دفاعی انعطاف‌پذیر قرار می‌گرفت تا به کاهش مشکلات توپچی هوایی کمک کند. مهمات رسام در اکثر هواپیماهای جنگ جهانی دوم، به استثنای جنگنده‌های شبانه که باید می‌توانستند قبل از اینکه دشمن متوجه حضورشان شود، حمله کرده و بدون اینکه موقعیت مکانی خود را به توپچی‌های دفاعی دشمن لو بدهند از موقعیت خارج شوند، بسیار رایج بودند. ایالات متحده آمریکا به شدت به مهمات رسام برای مسلسل‌های دفاعی ام۲ برونینگ بر روی بمب افکن‌های سنگین خود مانند کانسالیدیتید بی-۲۴ لیبراتور متکی بود.